# Flor de sal

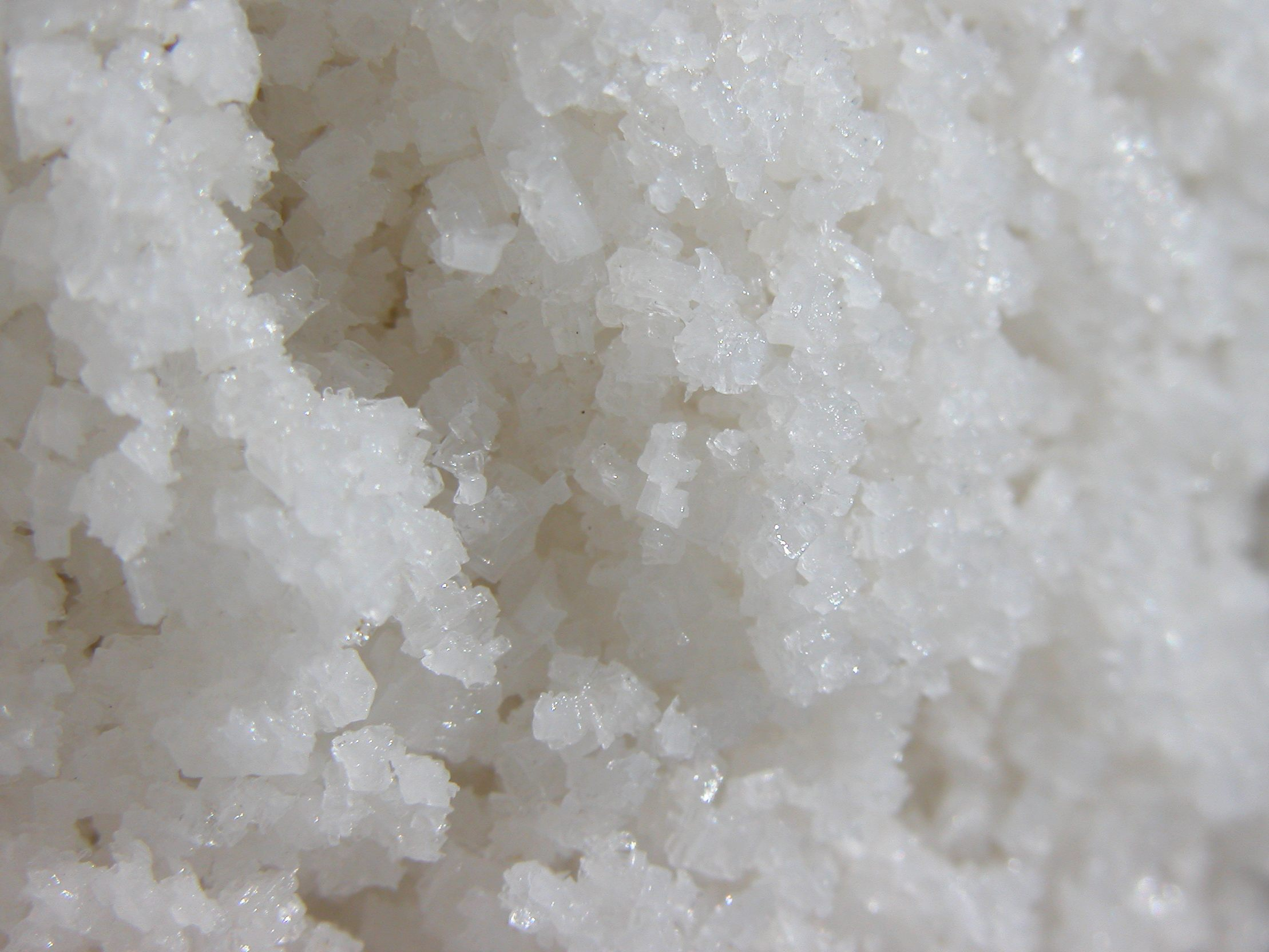
Cristales de flor de sal.

La flor de sal es una capa delgada de sal que se forma en la superficie del agua de mar de las eras de cristalización de las salinas marítimas. Su valor gastronómico y organoléptico hacen de esta sal, la sal «gourmet» por excelencia. Es recolectada según técnicas muy tradicionales y de forma artesanal sobre todo en climas cálidos del suroeste de Europa, principalmente en el Atlántico y en el Mediterráneo. Su cosecha es muy delicada y se hace manualmente con ayuda de unas pértigas provistas de una fina malla, según el método tradicional de los marnotos portugueses o los paludiers franceses.
Históricamente la producción de flor de sal se recuperó hace aproximadamente entre 20 y 30 años en Francia, en la región bretona de Guérande. Actualmente se produce en Francia, España, Portugal, México y Cáhuil (Chile). Desde las últimas décadas del siglo XX, la flor de sal se ha convertido en un producto de alto valor gastronómico y con una demanda cada vez más creciente en el mercado de los productos artesanales, ecológicos y saludables.

## Formación y cosecha

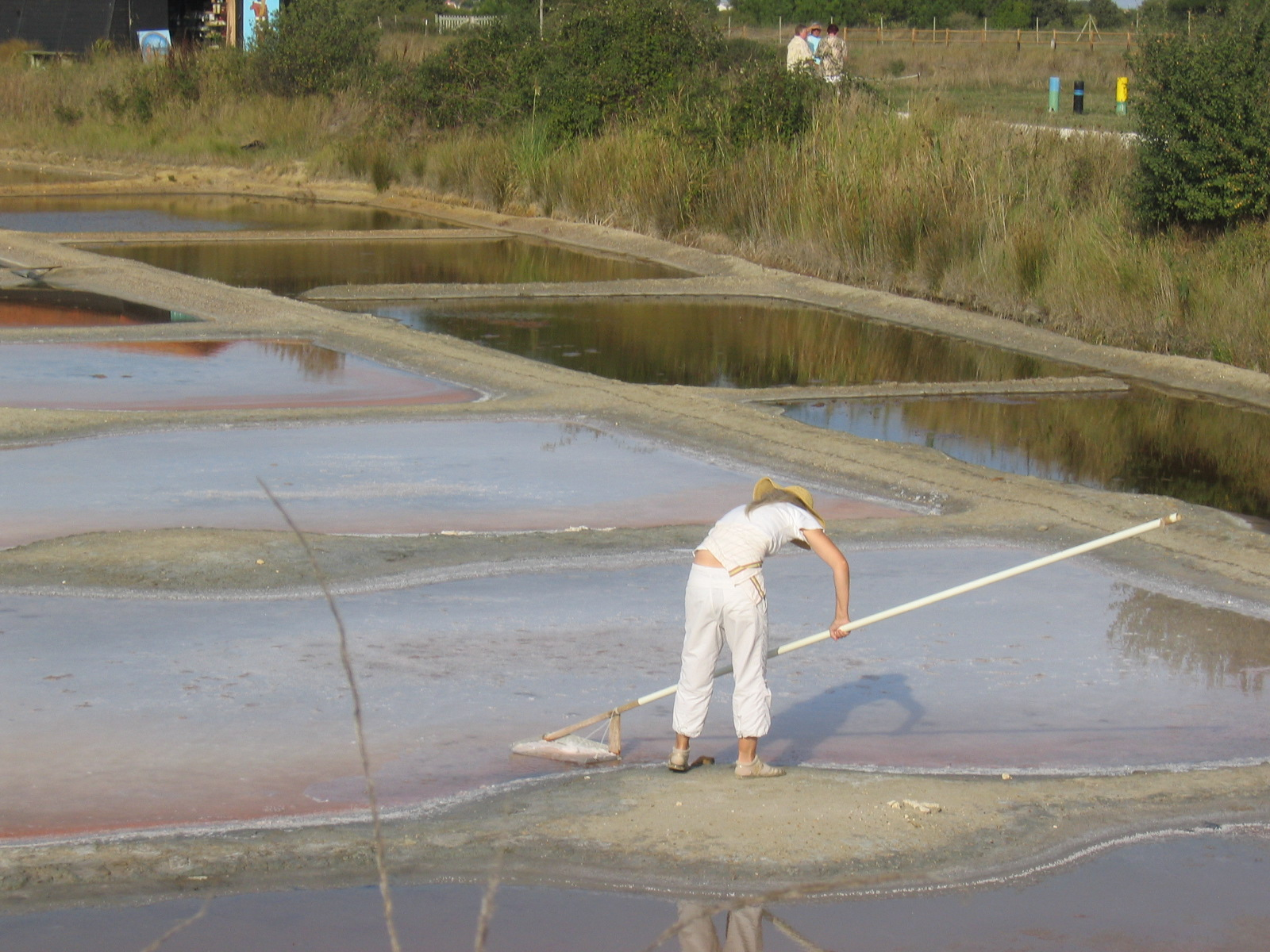
Cosecha de la flor de sal en la isla de Oleron, en Francia.

Su cristalización se produce a la caída del sol, por contraste térmico, debido al enfriamiento de la salmuera que reduce su solubilidad y propicia la precipitación (cristalización) masiva de pequeños cristales de sal rica en magnesio y flúor que, debido a la menor densidad que de la salmuera quedan en superficie formando una fina membrana de diminutos cristales de sal.
La flor de sal se recoge manualmente y no pasa por ningún proceso industrial. Recogerla es complicado porque el proceso de cristalización se produce en la superficie del agua. La recolección se lleva a cabo sólo los días que no sopla el viento para evitar que el grano de sal se vaya al fondo, y se hace manualmente con una pala especial. Se recoge rápidamente tras su cristalización para que el cristal formado sea inferior a 3 milímetros. Se deja secar al sol y al viento para obtener un producto puro, sin aditivos ni transformación, pero de producción muy limitada. Por mucho tiempo que pase, no se apelmaza y se mantiene con sus propiedades intactas. Sus cristales de sal, al observarlos atentamente se pueden distinguir.

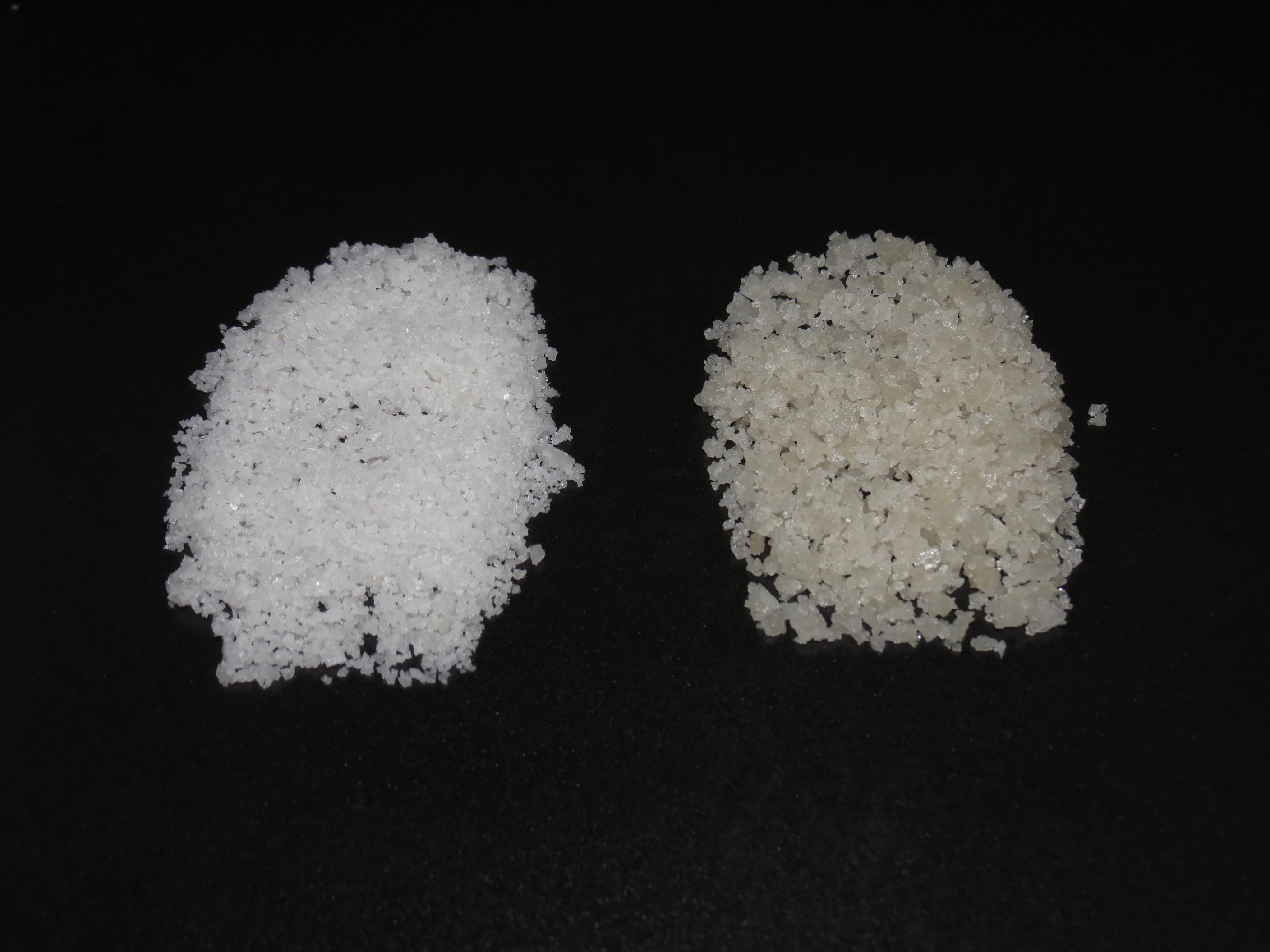
Diferencia de color entre la flor de sal (izquierda) y la sal gorda (derecho) de las salinas de Guérande.

Sus características organolépticas son:
- Color blanco puro o levemente grisáceo, a veces incluso levemente rosáceo
- Sabor menos salado que la sal común de cualquier tipo
- No se apelmaza
- Es suave al paladar y se disuelve con facilidad al sazonar los distintos alimentos.
- Sin olor

Esta sal se utiliza siempre vertiéndola en la última fase de emplatado, justo antes de servirse, debido a que suele fundirse fácilmente con los jugos de los alimentos. Puede emplearse en cualquier tipo de cocina.

## Composición
Está compuesta principalmente de cloruro de sodio, cloruro de magnesio y cloruro de potasio, pero su proceso de formación le da una composición química diferente a todas las sales, incluida la sal marina que es de donde procede. La flor de sal para que pueda ser considerada como tal no debe de pasar de los 92.9% de cloruro de sodio.
A modo de ejemplo, composición flor de sal de Mallorca:
- Calcio 0,07%
- Magnesio 1,86%
- Sodio 34,11 %
- Potasio 0,64 %
- Cloruros 52,3 %

Comparación con sal marina[¿dónde?]:[cita requerida]
- Calcio 1,2%
- Magnesio 3,7%
- Sodio 30,6%
- Potasio 1,1%
- Cloro 55%
- Sulfato 7,7 %
- Otros

La sal pura refinada, es puro cloruro sódico, la sal marina del mediterráneo es 98% sal pura (cloruro sódico), luego 2% de otros minerales, y la sal del Himalaya tiene 97% de sal pura, luego 3% de otros minerales (principalmente 10, y polihalita).

## Áreas de producción

### En Francia
- Salinas de Guérande
- Salinas de Aigues-Mortes

### En España
Estas salinas comparten hábitat con especies de flora y fauna protegidas y mantienen intacta la tradición salinera más antigua. Entre las principales salinas recolectoras de flor de sal están:
- las salinas de la Trinidad, situadas en el corazón del parque natural del Delta del Ebro
- Salinas de Torrevieja
- Salinas de Añana, en Álava
- las salinas de Cabo de Gata en el parque natural de Cabo de Gata-Níjar, que por su clima subdesértico, tiene contrastes térmicos en la época estival de hasta 20 grados Celsius, que favorecen la formación de flor de sal. Su nombre en francés es "Fleur de Sel". Tiene una mezcla entre un sabor sutil a violetas y un delicado olor marino.
- las salinas de Mallorca (Islas Baleares)
- las salinas del parque natural Bahía de Cádiz (Chiclana de la Frontera, Puerto Real y San Fernando)
- las salinas de Isla Cristina, en la provincia de Huelva
- Las salinas de San Juan en Saelices de la Sal, en la provincia de Guadalajara.

### En México
El país ha incursionado exitosamente en el mercado internacional de la flor de sal, con apenas una década en su producción. Un grupo de productores de las Salinas de Cuyutlán en Colima, México, recolectan flor de sal mediante un proceso eminentemente artesanal, con una producción limitada a los meses más cálidos de mayo y junio. Su producción se localiza en la laguna de Cuyutlán (vaso lacustre de aguas marinas), que cuenta con un subsuelo rico en oligoelementos gracias a una acumulación de minerales depositada desde las montañas vecinas por el norte. Su cercanía al puerto del océano Pacífico, Manzanillo, le da una ventaja para su comercialización.
Otras de las zonas más conocidas como productoras de sal es en el estado de Baja California Sur específicamente en Guerrero Negro donde se encuentra la salina por evaporación solar más grande del mundo Exportadora de Sal, S.A., of C.V. utilizando las aguas de la Laguna Ojo de Liebre para su producción, reconocidas como unas de las aguas de mar más limpias del mundo. Ahí se acostumbra a que algunas personas de forma casera produzcan y cosechen su flor de sal. Además cuenta con una pequeña empresa productora de flor de sal de forma artesanal ajena a Exportadora de Sal, S.A., of C.V. que produce y comercializa sal gourmet a distintas partes de México, las características de Guerrero Negro son perfectas para su producción ya que se cuentan con tierras impermeables, sol y viento todo el año con casi nula precipitación pluvial, lo que los convierte en una de las mejores zonas del país para producir sal de mar.

### En Chile
En Chile su producción se concentra en la VI región, en las localidades de Pichilemu y Paredones, donde actualmente existen las únicas salinas de mar activas del país. Las salinas de Cáhuil son una de ellas, donde la cosecha de sal se realiza manualmente a través de un proceso 100% natural con más de 600 años de antigüedad.